# Sjette Frederiks Kro
Sjette Frederiks Kro er en kro og restaurant i Riis Skov ved Aarhus, opført 1825. Skoven omkring kroen er fredet og bygningen har i sig selv en høj bevaringsværdi bl.a. på grund af kulturhistorien, der knytter sig til stedet.
Kroen hed oprindeligt Salonen, men skiftede i 1937 navn til Sjette Frederiks Kro. Den kaldtes tidligere i folkemunde for 'Strandkroen'. Bygningen var ejet af Aarhus Kommune fra 1837-2013, hvorefter den blev solgt til den lokale rigmand Jørgen Danielsen.

## Historie
Kroen har i modsætning til hvad man skulle tro, ingen direkte tilknytning til Det Danske Kongehus. Den fik tilsyneladende navnet, fordi Frederik VI efter sigende, var blevet set på kroen i 1828. Fra 1904 og frem, afholdt kroens daværende forpagter, herefter årlige skuespil med udgangspunkt i kongens formodede visit og navnet kom således senere til ad åre. 1904 var på flere måder året, hvor der blev iværksat kreative festligheder og Sjette Frederiks Kro afholdt bl.a. sin 100 års fødselsdag, selvom det var 21 år for tidligt. Samme år åbnede Hans Rising Restaurant Terassen i Tivoli Friheden i Marselisborgskovene syd for Aarhus som en væsentlig konkurrent til Sjette Frederiks Kro og det har formentlig været motiverende for kreativiteten i Riis Skov.
Der var før i tiden et aktivt kulturliv på kroen. Blandt andet foreningen 'Musiske Studenter' afholdt arrangementer her i efterkrigsårene, som det berettes om i De Nøgne Træer af forfatter Tage Skou-Hansen. Også 'Studenternes Jazzklub', der senere blev til 'Aarhus Studenter Jazz' og fik afgørende betydning for jazzmusikken i Aarhus, afholdt adskillige musikaftener her fra 1954 og frem.
Restauratør Bjørn Christensen har drevet kroen siden 1980 og er den syvende krovært i stedets historie.
Aarhus Kommunes forpagtningsaftale med Bjørn Christensen ophørte i 2013 efter 33 år og kommunen valgte af sælge ejendommen til forretningsmand Jørgen Danielsen. Danielsens firma Casablanca Aarhus overtog herefter driften af Sjette Frederiks Kro fra 1. februar 2014. Kroen genåbnede i april 2014 med ny krovært efter en længere lukningsperiode med opbygninger. Der er nu udsigt til Den Permanente Badeanstalt og Aarhusbugten fra kroens terrasse og kroens kapacitet er udvidet fra ca. 80 til 400 gæster. Firmaet Casablanca Aarhus, ejer og driver også issalg fra Salonen ved kroen, samt Café Casablanca og Mor Anna Deli & Bageri i Latinerkvarteret.